# Anaxipha
Anaxipha is een geslacht van insecten dat behoort tot de familie van de krekels (Gryllidae). De wetenschappelijke naam werd gepubliceerd in 1874 door Saussure. Het geslacht omvat ruim 120 soorten. De soorten van dit geslacht komen voor in Zuid-Azië, Oceanië, Noord-, Midden- en Zuid-Amerika.

## Soorten
| - A. adventicia - A. agaea - A. ainigma - A. allardi - A. allotria - A. amica - A. angusticollis - A. annulipes - A. antictypos - A. antidupos - A. aphaura - A. apseudes - A. arena - A. armstrongi - A. athanes - A. atrifrons - A. beccarii - A. bicoloripes - A. bifasciata - A. biroi - A. bradephona - A. bredoi - A. brevipennis - A. brevis - A. bryani - A. buxtoni - A. caicos - A. caledonica - A. cayennensis - A. championi - A. charitopis - A. chichimeca - A. ciliata - A. concolor - A. conomeru - A. conspersa - A. contaminata - A. copo - A. cregyos - A. daktrilla - A. dapsiles - A. delicatula - A. desjardinsii - A. dimidiatipes - A. dolomedes - A. eminens - A. endoxos - A. eperatos - A. epicydes - A. esau | - A. euclastos - A. exagistos - A. exigua - A. festina - A. fistulator - A. fragilis - A. furtiva - A. furva - A. fuscocinctum - A. gilva - A. gracilis - A. grandis - A. gueinzii - A. henryi - A. hirsuta - A. hyalodes - A. hypaerios - A. hypergios - A. hypsipetes - A. imitator - A. incompta - A. infirmenotata - A. insularis - A. karschi - A. kilimandjarica - A. laepseros - A. laevithorax - A. lanceolata - A. latefasciata - A. lathrios - A. latipennis - A. lineatocollis - A. litarena - A. longealata - A. lucia - A. maculifemur - A. maculifrons - A. maculipes - A. marginipennis - A. maritima - A. maxima - A. minuta - A. mjobergi - A. musica - A. natalensis - A. nava - A. negrila - A. nemobioides - A. nidaka - A. nigerrima | - A. nigrellus - A. nigrescens - A. nigripennis - A. nigrithorax - A. nimitata - A. nitida - A. obscuripennis - A. olmeca - A. ornata - A. othnia - A. pallens - A. papuana - A. paraensis - A. peregrina - A. peruviana - A. philifolia - A. phoxi - A. picta - A. pictipennis - A. platyptera - A. praepostera - A. prosenes - A. pteticos - A. pulchra - A. pulicaria - A. rico - A. ruficeps - A. rufoguttata - A. schunkei - A. scia - A. scitula - A. simulacrum - A. sinktrilla - A. sirico - A. sjostedti - A. slotinka - A. smithi - A. soror - A. stolzmannii - A. stramenticia - A. straminea - A. tachephona - A. tamucu - A. tatei - A. tetyenna - A. titschaki - A. tooronga - A. trigonidioides - A. tripuraensis - A. tychicos | - A. uato - A. unicolor - A. vadschaggae - A. valida - A. variegata - A. vera - A. vicina - A. vigilax - A. vittata - A. vivax - A. volucer - A. woodruffi - A. yakuno - A. zebra |